# Nikos Dabizas
Nikolaos ("Nikos") Dabizas (Grieks: Νικόλαος "Νίκος" Νταμπίζας; Amyntaio, 3 augustus 1973) is een voormalig profvoetballer uit Griekenland, die als centrale verdediger speelde.
Dabizas kwam uit voor achtereenvolgens Pontioi Veria, Olympiakos Piraeus, Newcastle United, Leicester City en AE Larissa 1964. Hij speelde in totaal 70 interlands voor Griekenland. Hij won met zijn vaderland de Europese titel in 2004, hoewel hij niet in actie kwam tijdens de eindronde in Portugal.
Dabizas is ook bekend van een doelpunt dat Dennis Bergkamp namens Arsenal maakte op 2 maart 2002. Bergkamp kreeg de bal aangespeeld en door middel van één aanraking van zijn voet met de bal en een pirouette, maakte de Nederlander zich vrij van Dabizas en scoorde. Het doelpunt werd in 2017 door lezers van BBC Sport verkozen tot mooiste Premier League-goal aller tijden.
Dabizas heeft de UEFA-managmentopleiding Executive Master for International Players (MIP) gedaan.

## Erelijst
Olympiakos Piraeus
- Alpha Ethniki: 1996/97, 1997/98

 AE Larissa 64
- Beker van Griekenland: 2006/07

 Griekenland
- UEFA EK: 2004